# Interblocco

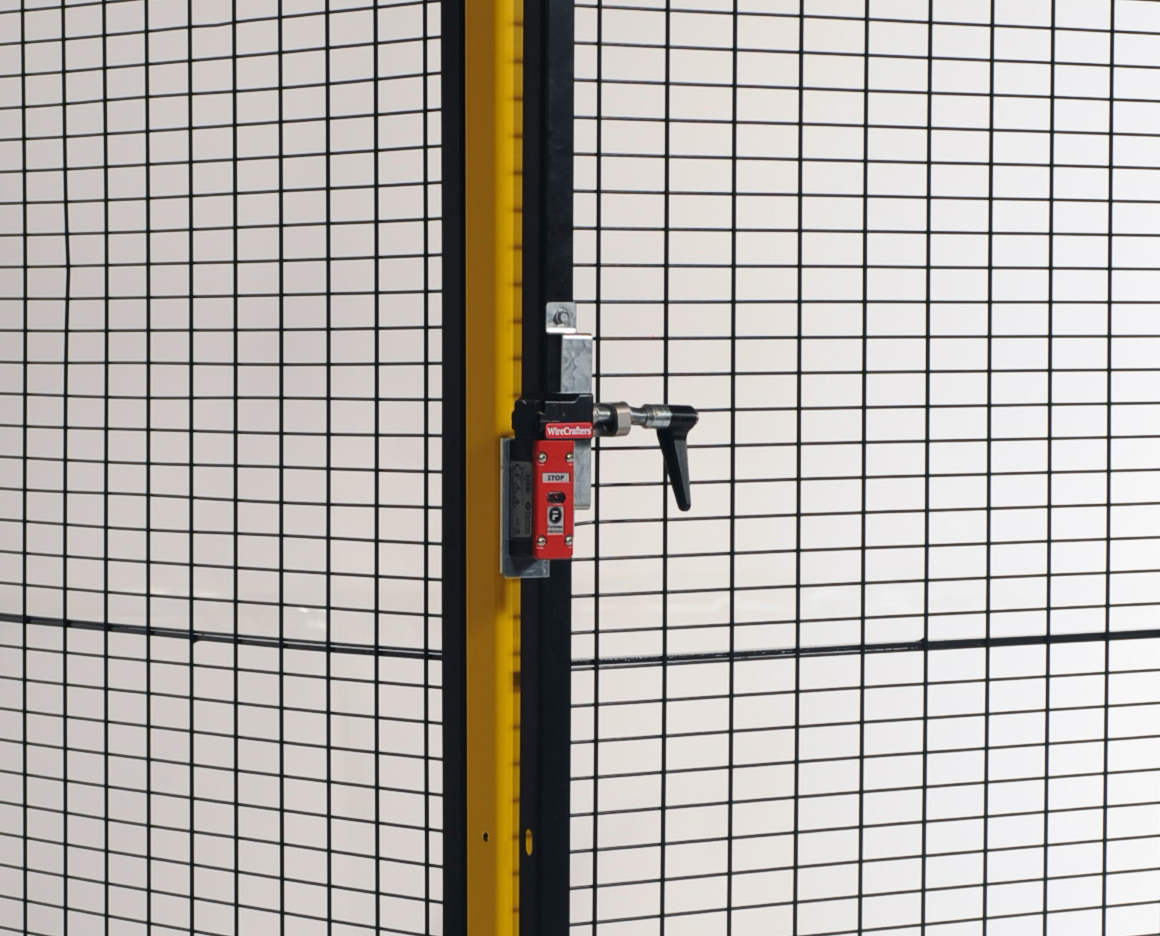
Esempio di interblocco montato su una barriera di sicurezza di un macchinario

L'interblocco (o interlock) è un componente utilizzato per bloccare una macchina o un dispositivo prima che si danneggi o metta a rischio la sicurezza delle persone. Per esempio in una lavatrice in caso di apertura del cesto l'interblocco blocca la lavatrice per impedire all'utente di ferirsi. Esempi simili si hanno in quasi tutte le macchine industriali che utilizzano sensori per impedire lesioni di operatori umani nel caso di errori degli stessi.
Gli interblocchi possono essere anche formati da interruttori esclusivamente meccanici (come ad esempio la sicura di un'arma da fuoco), per cui la presenza di un interblocco non implica necessariamente la presenza di dispositivi elettronici o elettrici.

## Normativa, standard e classificazione
Gli interblocchi sono oggetto della norma internazionale ISO 14119 Safety of machinery — Interlocking devices associated with guards — Principles for design and selection, che classifica i dispositivi di interblocco a seconda del loro principio di azionamento, ovvero:
- meccanico: azionati dal contatto fisico o dalla forza umana;
- senza contatto: con azionamento induttivo, magnetico, capacitivo, ultrasuoni, ottico o RFID.